# Gottfried Benn
Gottfried Benn (Mansfeld, 2 de maio de 1886 - Berlim, 7 de julho de 1956) foi um poeta, ensaísta e prosador alemão, um dos mais famosos escritores do Expressionismo, o mais destacado da primeira metade do século XX e o renovador da poesia lírica em seu país no período após a Segunda Guerra Mundial.

## Biografia
Gottfried Benn era filho de um pastor luterano e médico de profissão.
Seguindo a profissão do pai e tendo sido médico durante a I Guerra Mundial, especializou-se depois em dermatologia e doenças sexualmente transmissíveis.
É muito conhecido o seu relacionamento com Else Lasker-Schüler.
Benn aproximou-se em 1933 do nacional-socialismo, publicando "O novo Estado e os intelectuais", manifestando seu entusiasmo por esta ideologia , em um primeiro momento de sua trajetória, fato que norteou a crítica posterior à sua obra e ao próprio movimento expressionista, visto até então, como incontestavelmente revolucionário.
Gottfried Benn para de escrever em 1936, voltando a escrever em 1948, com “Poemas Estáticos”. Ficando por longo tempo esquecida, sua obra seria revalorizada posteriormente, apesar da polêmica gerada pelo fato.

## Poética
Um dos escritores dos mais famosos do expressionista alemão, praticando um niilismo agressivo e sendo um dos mas influentes poetas do movimento, escreveu, posteriormente, em sua fase madura, a partir de “Poemas Estáticos” (1948), uma poesia hermética e ainda niilista, com forte influência do pensamento de Nietzsche.
Para Benn era incontestável a existência de um poema absoluto, um sistema fechado, formado por uma ideia absoluta, como se o absoluto residisse exclusivamente na voz e no labor de quem o escrevia , ou seja, para ele o leitor não participava, de forma alguma, na construção do poema, não existiria jamais algo como o conceito posterior de Obra aberta, tal como definida por Umberto Eco.
Seu poema "Homem e Mulher Passam pelo Pavilhão de cancerosos" foi escolhido como o 100º melhor poema do mundo no século XX pelo jornal Folha de S.Paulo.

## Obras publicadas
- Über die Häufigkeit des Diabetes mellitus im Heer. Disertación (Berlin 1912)
- Morgue und andere Gedichte (1912)
- Söhne. Neue Gedichte (1913)
- Gehirne. Novellen (Leipzig 1916)
- Fleisch. Gesammelte Gedichte (1917)
- Die Gesammelten Schriften (1922)
- Schutt (1924)
- Spaltung. Neue Gedichte (1925)
- Gesammelte Gedichte (1927)
- Oratorium. Das Unaufhörliche (1931), Música de Paul Hindemith
- Der neue Staat und die Intellektuellen (1933)
- Kunst und Macht (1934)
- Ausgewählte Gedichte (1936)
- Zweiundzwanzig Gedichte (1943)
- Statische Gedichte (1948)
- Drei alte Männer (1949)
- Der Ptolemäer (1949)
- Ausdruckswelt. Essays und Aphorismen (1949)
- Trunkene Flut. Ausgewählte Gedichte (1949)
- Roman des Phänotyp (hacia 1943, publicado en 1949)
- Doppelleben (1950)
- Fragmente. Neue Gedichte (1951)
- Probleme der Lyrik (1951)
- Essays (1951)
- Die Stimme hinter dem Vorhang (1952)
- Destillationen. Neue Gedichte (1953)
- Altern als Problem für Künstler (1954)
- Aprèslude (1955)
- Primäre Tage. Gedichte und Fragmente aus dem Nachlaß (1958)